# Paralarinia
Genre
Paralarinia est un genre d'araignées aranéomorphes de la famille des Araneidae.

## Distribution
Les espèces de ce genre se rencontrent en Afrique centrale, en Afrique australe et en Afrique orientale.

## Liste des espèces
Selon World Spider Catalog (version 17.0, 24/03/2016) :
- Paralarinia agnata Grasshoff, 1970
- Paralarinia bartelsi (Lessert, 1933)
- Paralarinia denisi (Lessert, 1938)
- Paralarinia incerta (Tullgren, 1910)

## Publication originale
- Grasshoff, 1970 : Die Tribus Mangorini. II. Die neuen Gattungen Siwa, Paralarinia, Faradja, Mahembea und Lariniaria (Arachnida: Araneae: Araneidae-Araneinae). Senckenbergiana biologica, vol. 51, p. 409-423.